# Таганрогский кирпичный завод
ЗАО «Таганрогский кирпичный завод» — таганрогский завод стройматериалов. Прекратил существование в 2011 году.

## История
В 1890—1918 между Кладбищенским переулком и районом нынешнего Приморского парка над самым обрывом к морю находились два кирпичных завода и глиняный карьер. Один из заводов принадлежал Г.И. Блинову (с 1912 года — Х. Вейсбергу), второй — Стейгеру (с 1907 года — Мухину). Добыча глины и выработка кирпича производилась вручную. В 1920 году оба завода были объединены в Государственный кирпичный завод № 1, в этом статусе они работали до 1935 года, затем вновь были разъединены на № 1 и № 2. Большая реконструкция завода № 1 произошла в 1936—1940 годах, но в период оккупации предприятие было разрушено. Вновь начало работать в 1944 году, годовой выпуск кирпича составлял 20 миллионов штук.
В 1950—1960 годы произведена полная механизация основного технологического процесса (годовой выпуск составил 53 миллиона штук). Освоен новый карьер в Марцево. Предприятие получило название «Завод строительных материалов» (1956). В 1973 году введён в строй цех по производству керамических изделий: сувенирных кружек, кувшинов, подсвечников, цветочных горшочков и т. п. Позже начали выпускать облицовочную плитку разных цветов. В 1995 году завод реорганизован в ТОО «Кирпичник».
ЗАО «Таганрогский кирпичный завод» входил в Ассоциацию кирпичных заводов «Донской кирпич». Производил керамический полнотелый кирпич с технологическими пустотами, изготовленный методом полусухого прессования одинарный М-125 и М-100 в соответствии с ГОСТ 530-95 и ГОСТ 530—2007.
Завод прекратил своё существование в 2011 году.